# 扶助者聖マリア大聖堂
扶助者聖マリア大聖堂（ふじょしゃせいマリアだいせいどう、イタリア語:Basilica Santuario di Maria Ausiliatrice）は、イタリア・トリノにあるカトリックの大聖堂。

## 歴史
トリノで青少年のための活動を行っていたカトリックの司祭ヨハネ・ボスコ(ドン・ボスコ)は、1846年にヴァルドッコのフランチェスコ・ピナルディからピナルディ家の納屋を借り、その場所を最初の礼拝堂とした。ヨハネ・ボスコとサレジオ会の青少年教育活動は、ヴァルドッコ地区と聖堂の周辺で急増する。ヨハネ・ボスコは、青少年のための活動を聖母の保護に託したいと願い、聖母に捧げられた聖堂を建設を計画し、建築家アントニオ・スペツィアに設計を依頼。1865年4月27日、聖堂の最初の石は、スーザの司教であるジョヴァンニ・アントニオ・オドンとヴィットーリオ・エマヌエーレ2世の息子であるアオスタ公爵のアマデオ1世の目前に据えられた。1868年6月9日、扶助者聖マリアに捧げられた聖堂は献堂された。聖堂の傍の中庭には、ピナルディ礼拝堂が復元され残っている。ヨハネ・ボスコの列聖の際、1935年から1942年にかけて建築家ジュリオ・ヴァロッティによる礼拝堂を含む重要な拡張工事が行われ、1911年6月28日にはマイナー・バシリカに昇格した。

## 建築

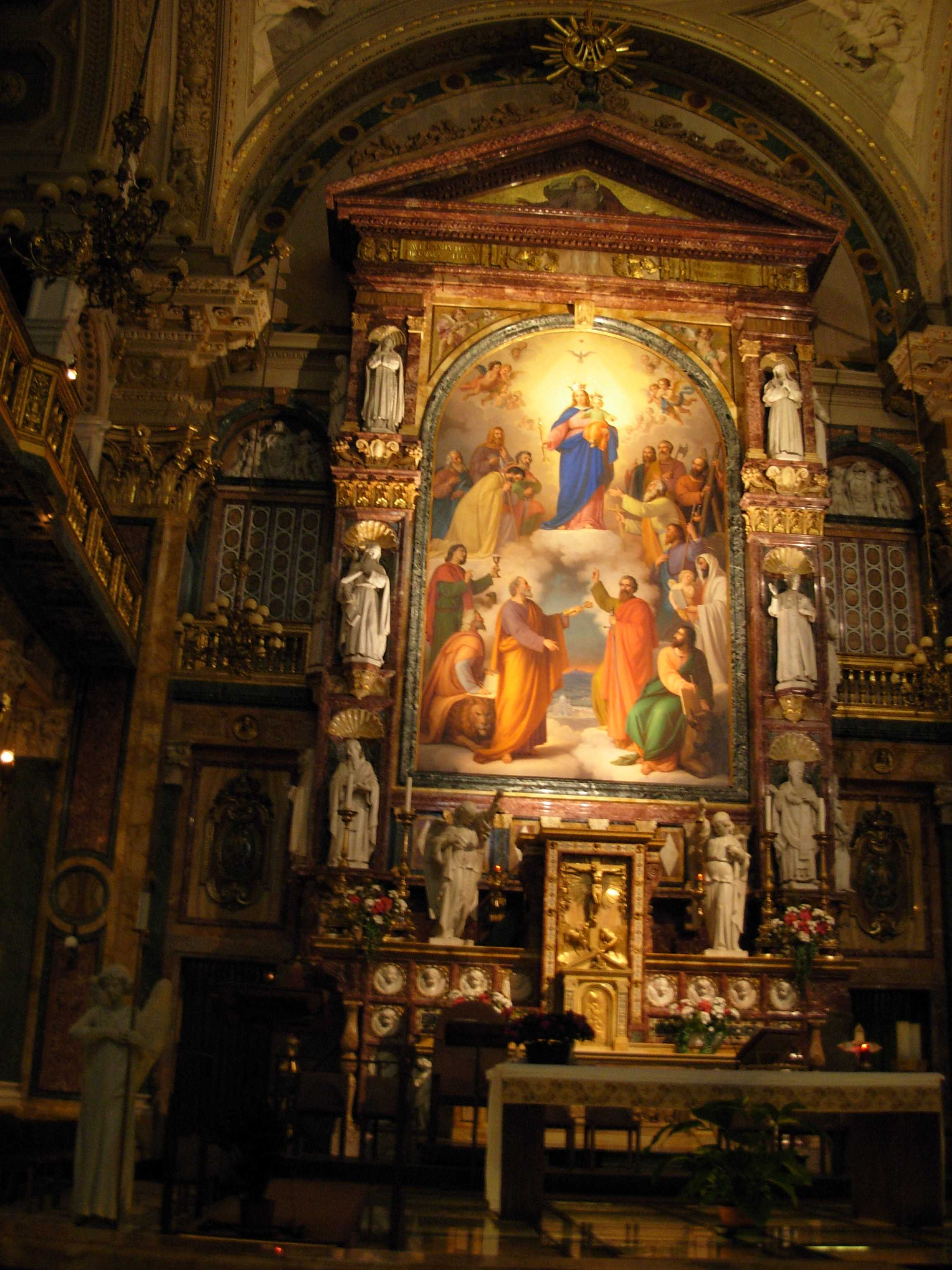
トマソ・ロレンツォーネによる扶助者聖マリア大聖堂の祭壇画(1868)

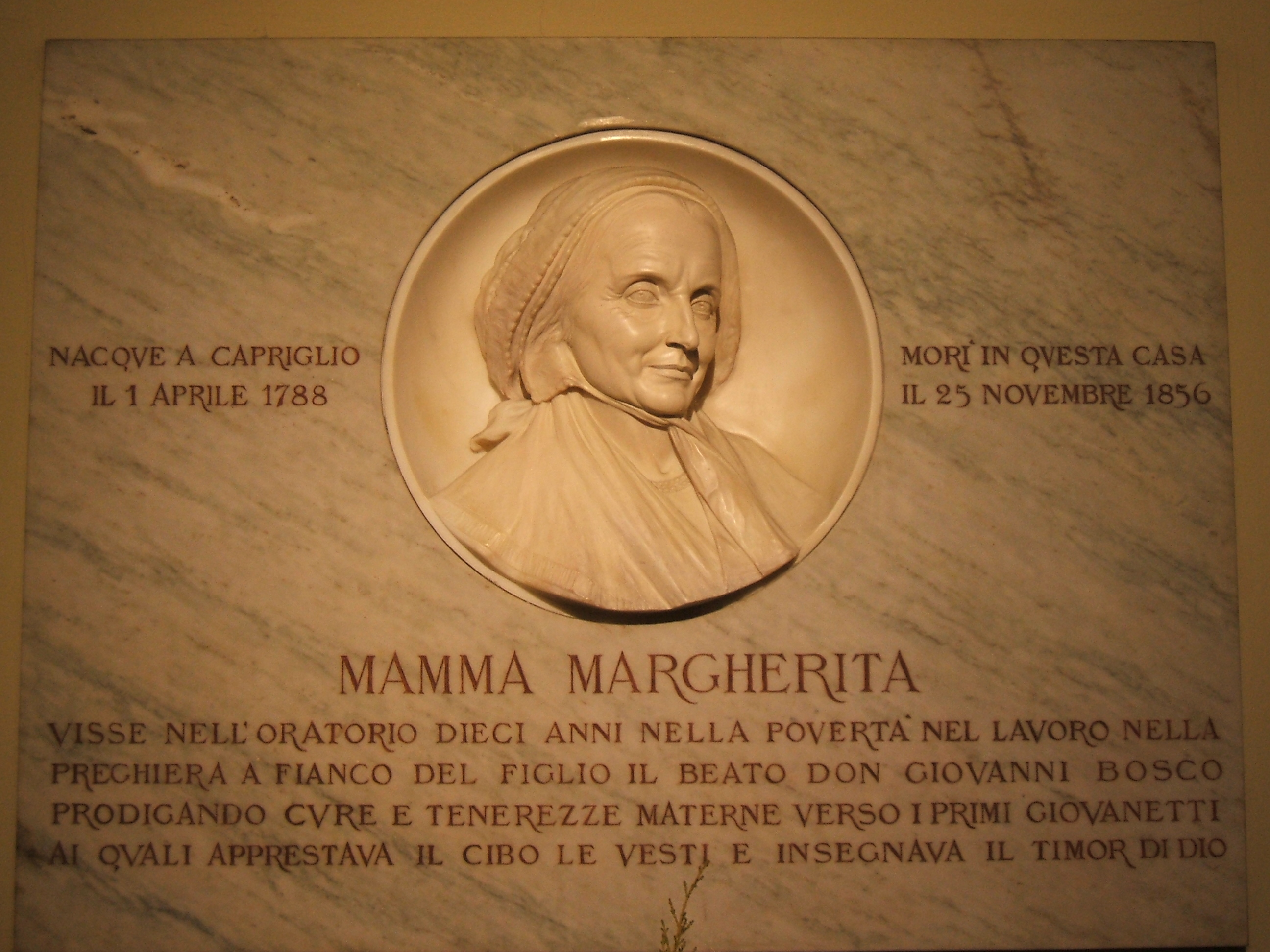
サレジオ会の礼拝堂の敷地内にあるマンマ・マルゲリータ(ヨハネ・ボスコの母親)を記念する盾

### 外部
19世紀後半からの建物は、ヴェネツィアのサン・ジョルジョ・マッジョーレ聖堂を設計したアンドレーア・パッラーディオのルネッサンス様式のファサードを持ち、トリノの守護聖人の像が置かれている4つの柱によって支えられている。1867年、ドーム上部にカミッロ・ボッジョによる聖母の黄金像が飾られた。両脇には、鐘楼には大天使ガブリエルとミカエルの像が置かれ、その下側両脇には聖マキシムと聖フランシスコ・サレジオの彫像がある。正面上部には、「キリスト者の助け聖マリア、我らのために祈り給え(Maria auxilium christianorum ora pro nobis)」の文字が書かれ、バラ窓の下側には、子供たちの間にいるイエス・キリストの大理石像が置かれている。中央の帯の左右にある柱の間には、2つの高い浮き彫りが聖ピウス5世を表している。1920年には、ガエタノ・チェリーニによるドン・ボスコの記念碑が、大聖堂の前のロータリーに置かれた。

### 内部
大聖堂内部は、ラテン十字架とドン・ボスコの最初の後継者であるミケーレ・ルアが望んだ多色大理石の装飾が施されている。正面祭壇の上部には、ドン・ボスコが望み、画家のトマソ・ロレンツォーネが描いた大きな扶助者聖マリア絵が飾られている。ドームのフレスコ画はジュゼッペ・ロリーニが手掛けたものである。修復士で画家のカルロ・クセッティは、高い祭壇に隣接する2つの礼拝堂とサレジオ会の建築家ジュリオ・バルロッティによって建てられた小さなドームの礼拝堂の金庫室の装飾を手掛けた。
大聖堂には、正面祭壇以外に側に4つの祭壇がある。正面玄関から身廊に沿って進み、「地下聖堂(Cappella delle Reliquie)」への入口を過ぎると、右側にサレジアン・シスターズの共同創設者マリア・マザレロに捧げられた祭壇、反対側にドン・ボスコの若い弟子、そして少年たちの保護者聖ドミニコ・サヴィオに捧げられた祭壇がある。身廊に沿って正面祭壇に向かって進むと、その右側にはドン・ボスコの祭壇がある。これは建築家マリオ・セラディーニによって設計された記念碑的な作品で、ドン・ボスコの遺骸が保存されている。反対側にはドン・ボスコが望んだ聖ヨセフの祭壇がある。地下聖堂には聖十字架の木の遺物が保存されている。ジュリオ・バルロッティによって設計されたこの場所は、聖母が聖堂の建設を開始するよう指示したとされる正確な地点である。
アプスの左側の聖歌隊には、1941年に製造されたパイプオルガンTamburini opus 227が設置されている。